# Metaplastes pulchripennis
Metaplastes pulchripennis är en insektsart som först beskrevs av Costa, A. 1863.  Metaplastes pulchripennis ingår i släktet Metaplastes och familjen vårtbitare. Inga underarter finns listade i Catalogue of Life.

## Bildgalleri

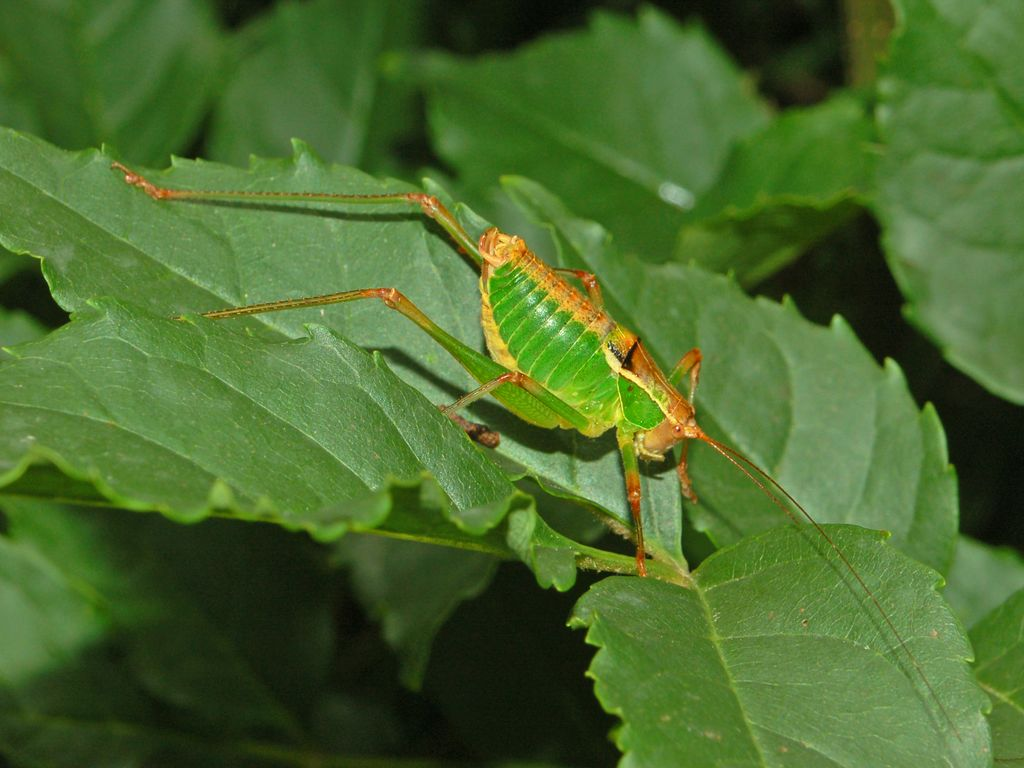